# Großräschen
Großräschen  (en langue sorabe : Rań) est une ville de l'arrondissement d'Oberspreewald-Lausitz dans la région de Brandebourg et la région de Basse-Lusace.
Une partie de la population parle toujours le sorabe, langue d'origine slave.

## Communautés
Bourgs
- Großräschen Nord
- Großräschen Ost Großräschen Ost
- Großräschen Süd Großräschen Süd
- Kunze-Siedlung Kunze-Siedlung
- Temposiedlung Temposiedlung
- Waldrand-Siedlung Waldrand-Siedlung

Localisation de Großräschen dans l'arrondissement d'Oberspreewald-Lausitz.

Villages
- Allmosen ( Wołobuz )
- Barzig ( Barce )
- Freienhufen Freienhufen
- Dörrwalde Dörrwalde
- Saalhausen Saalhausen
- Wormlage Wormlage
- Woschkow Woschkow

## Personnalités liées à la ville
- Herbert Scurla (1905-1981), universitaire né à Großräschen.
- Bernhard Lehmann (1948-), bobeur né à Großräschen.
- Hans-Joachim Hartnick (1955-), cycliste né à Wormlage.